# Tainarys aroeira
Tainarys aroeira (лат.) — вид мелких полужесткокрылых насекомых рода Tainarys из семейства Aphalaridae.

## Распространение
Встречаются в Неотропике (Бразилия).

## Описание
Мелкие полужесткокрылые насекомые (длина около 2 мм). Внешне похожи на цикадок, задние ноги прыгательные. Голова и грудь грязно-беловатые. Темя с жёлтыми ямками и темными местами прикрепления усиков. Глаза серые, оцеллии оранжевые. Усики беловатые, вершины 4, 6 и 8 члеников, а также целиком 9 и 10 членики тёмно-коричневые. Грудь с оранжево-коричневым рисунком, состоящим из двух сублатеральных точек по обе стороны от переднеспинки, двух передних пятен на мезопраэскутуме и четырёх продольных полос на мезоскутуме. Переднее крыло грязное серовато-желтоватое, полупрозрачное, с редкими нечеткими коричневыми точками преимущественно в вершинной части крыла. Заднее крыло полупрозрачное, беловатое. Ноги с жёлтым или коричневым апикальным члеником лапок. Брюшко сверху желтоватое, снизу беловатое. Передние перепончатые крылья более плотные и крупные, чем задние; в состоянии покоя сложены крышевидно. Антенны короткие, имеют 10 сегментов; на 4-м, 6-м, 8-м и 9-м члениках имеется по одному субапикальному ринарию. Голова широкая. Голени задних ног с короной из нескольких равных апикальных склеротизированных шпор.
Взрослые особи и нимфы питаются, высасывая сок растений. В основном связаны с растениями семейства анакардиевые: Astronium и Myracrodruon, которые имеют бразильское название aroeira (отсюда название вида). Вид был впервые описан в 2017 году швейцарским колеоптерологом Даниэлем Буркхардтом (Naturhistorisches Museum, Базель, Швейцария) и его бразильским коллегой Dalva Luiz de Queiroz (Коломбу, Парана, Бразилия).